# Region Imboden
Region Imboden (niem. Region Imboden, rm. Regiun dal Plaun) – jednostka administracyjna w Szwajcarii, w kantonie Gryzonia. Powstała 1 stycznia 2016. Powierzchnia regionu wynosi 203,80 km², zamieszkany jest przez 21 500 osób (31 grudnia 2020). Siedziba administracyjna regionu znajduje się w miejscowości Domat/Ems. 

## Gminy
W skład regionu wchodzi siedem gmin: 
| Gminy regionu Imboden | Gminy regionu Imboden | Gminy regionu Imboden     | Gminy regionu Imboden | Gminy regionu Imboden |
| Herb                  | Nazwa gminy           | Ludność (31 grudnia 2020) | Powierzchnia km²      |                       |
| --------------------- | --------------------- | ------------------------- | --------------------- | --------------------- |
| Bonaduz               | Bonaduz               | 3 468                     | 14,40                 |                       |
| Domat/Ems             | Domat/Ems             | 8 161                     | 24,22                 |                       |
| Felsberg              | Felsberg              | 2 640                     | 13,40                 |                       |
| Flims                 | Flims                 | 2 915                     | 50,50                 |                       |
| Rhäzüns               | Rhäzüns               | 1 611                     | 13,37                 |                       |
| Tamins                | Tamins                | 1 226                     | 40,74                 |                       |
| Trin                  | Trin                  | 1 479                     | 47,17                 |                       |